# Cratere Heidi
Heidi  è un cratere sulla superficie di Venere.